# Honda NSX

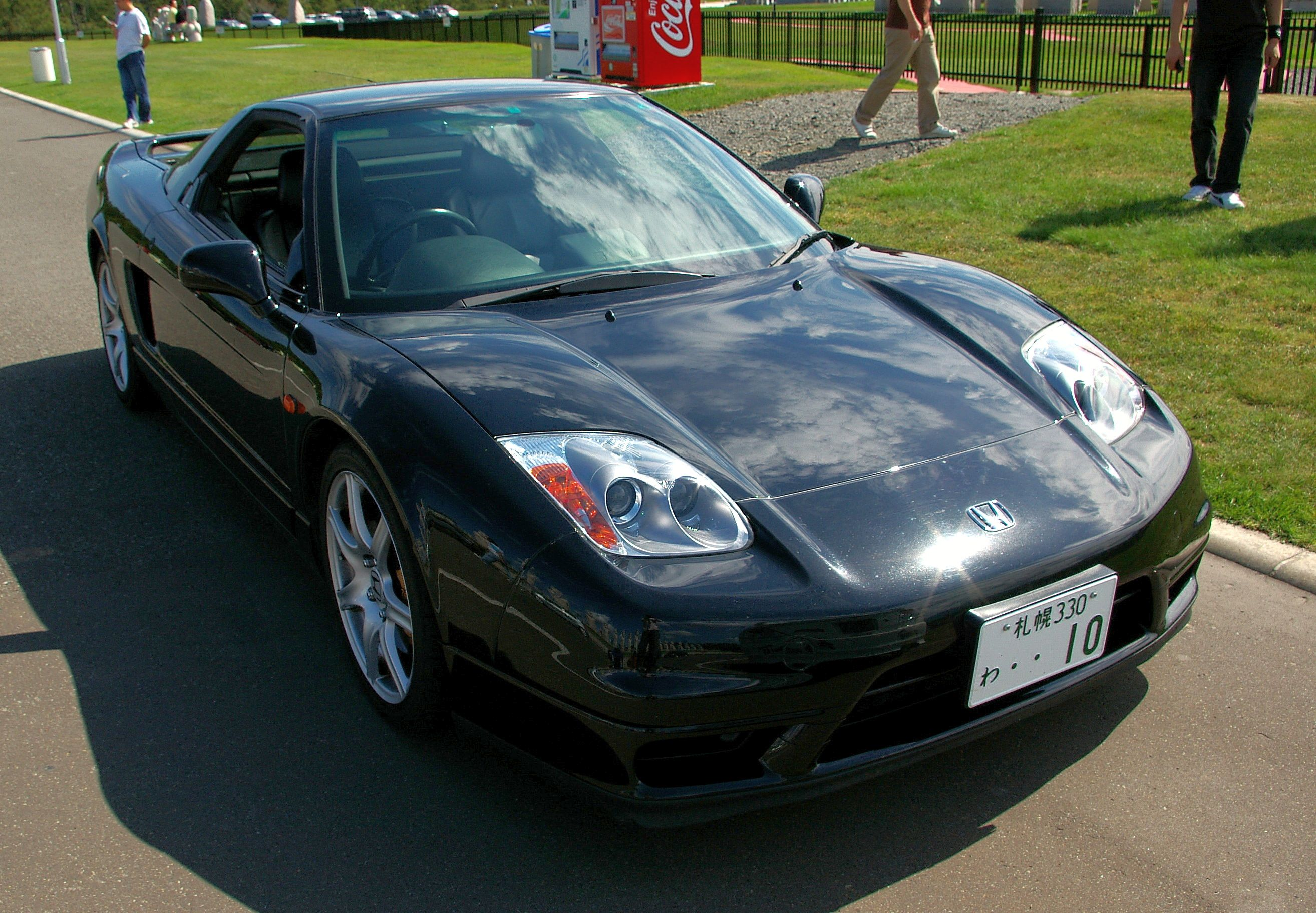
Prima generație a Honda NSX

Honda NSX sau Acura NSX (în Statele Unite) este un model de supermașină sportivă produs de compania japoneză Honda. Automobilul are propulsie hibridă.